# Dave Mann (archer)
Pour les articles homonymes, voir Dave Mann.
David Mann dit Dave Mann, né le 1er février 1957 à Vancouver, est un archer canadien.

## Palmarès
- Jeux olympiques
  - 7e à l'individuel homme aux Jeux olympiques d'été de 1976 à Montréal.